# Emily Hegarty
Emily Hegarty (* 3. August 1998 in Skibbereen) ist eine irische Ruderin. Sie gewann die Silbermedaille bei den Europameisterschaften 2021 im Vierer ohne Steuerfrau. Dreieinhalb Monate später erkämpfte sie die olympische Bronzemedaille.

## Karriere
Emily Hegarty begann 2009 mit dem Rudersport und nahm 2016 zum ersten und einzigen Mal in ihrer Karriere an den Juniorenweltmeisterschaften teil, wo sie zusammen mit Aoife Casey den Doppelzweier bildete. Sie verpassten es sich für das A-Finale zu qualifizieren und beendeten das B-Finale auf dem sechsten Platz, so dass sie am Schluss den 12. Platz im Doppelzweier-Wettbewerb belegten. 
Im Jahr 2018 debütierte sie in Belgrad im Ruder-Weltcup. Bei der Veranstaltung bildete sie gemeinsam mit Aifric Keogh den Zweier ohne Steuerfrau. Sie verpassten die Qualifikation für das A-Finale und gingen im B-Finale an den Start, wo sie den dritten Platz belegten. Schlussendlich beendeten sie den Wettbewerb auf dem neunten Platz. In Posen ging sie gemeinsam mit Tara Hanlon bei den U23-Weltmeisterschaften im Zweier ohne Steuerfrau für Irland an den Start. Sie konnten sich nur für das B-Finale qualifizieren und belegten dort den sechsten Rang, so dass sie den Wettbewerb auf dem 12. Rang beendeten. Vom irischen Ruderverband wurde sie gemeinsam mit Aifric Keogh für die Weltmeisterschaften im Zweier ohne Steuerfrau nominiert. In Plowdiw konnten die beiden Irinnen ihr Halbfinale gewinnen und sich so für das A-Finale qualifizieren. Dort beendeten sie den Wettbewerb auf dem sechsten Rang.
Im Jahr 2019 nahm sie in Posen zum zweiten Mal in ihrer Karriere am Weltcup teil. Diesmal gehörte sie neben Tara Hanlon, Monika Dukarska und Aileen Crowley zur Besatzung des Vierers ohne Steuerfrau. Gemeinsam belegten sie den fünften Platz im B-Finale, sodass sie den Wettbewerb auf dem 11. Platz beendeten. Anschließend startete sie gemeinsam mit Tara Hanlon, Claire Feerick und Eimear Lambe im Vierer ohne Steuerfrau bei den U23-Weltmeisterschaften. Sie konnten sich für das A-Finale qualifizieren und gewannen dort hinter dem Boot aus Großbritannien die Silbermedaille. Zur Weltmeisterschaft rückte Aifric Keogh für Claire Feerick in den Vierer ohne. Nachdem sie die Qualifikation für das A-Finale verpasst hatten, belegten die vier den vierten Platz im B-Finale und beendeten den Wettbewerb auf dem 10. Platz
Nachdem 2020 der Großteil der Saison abgesagt wurde, gewann sie im September bei den U23-Europameisterschaften zusammen mit Tara Hanlon die Bronzemedaille im Zweier ohne Steuerfrau. Anschließend gingen die beiden auch noch bei den Europameisterschaften an den Start. Hier konnten die beiden sich für das A-Finale qualifizieren, wo sie am Ende den fünften Platz belegten. 2021 wechselte sie zurück in den Vierer ohne Steuerfrau und ging gemeinsam mit Aifric Keogh, Eimear Lambe und Fiona Murtagh bei der Europameisterschaft in Varese an den Start. Die vier gewannen 45/100 Sekunden hinter den Niederländerinnen die Silbermedaille. Bei der Olympischen Regatta in Tokio siegten die Australierinnen vor den Niederländerinnen und den Irinnen.

## Internationale Erfolge
- 2016: 12. Platz Junioren-Weltmeisterschaften im Doppelzweier
- 2018: 12. Platz U23-Weltmeisterschaften im Zweier ohne Steuerfrau
- 2018: 6. Platz Weltmeisterschaften im Zweier ohne
- 2019: Silbermedaille U23-Weltmeisterschaften im Vierer ohne Steuerfrau
- 2019: 10. Platz Weltmeisterschaften im Vierer ohne
- 2020: Bronzemedaille U23-Europameisterschaften im Zweier ohne
- 2020: 5. Platz Europameisterschaften im Zweier ohne
- 2021: Silbermedaille Europameisterschaften im Vierer ohne
- 2021: Bronzemedaille Olympische Spiele 2020 im Vierer ohne
- 2022: 4. Platz Europameisterschaften im Zweier ohne
- 2022: 6. Platz Weltmeisterschaften im Vierer ohne
- 2024: 7. Platz Olympische Spiele im Vierer ohne

## Berufsweg
Hegarty studierte Biological Sciences am University College Cork.